# Biskupi świdniccy
Biskupi świdniccy – biskupi diecezjalni i biskupi pomocniczy diecezji świdnickiej.

## Biskupi

### Biskupi diecezjalni
| Lata urzędowania | Biskup | Biskup       | Uwagi |
| ---------------- | ------ | ------------ | ----- |
| 2004–2020        |        | Ignacy Dec   |       |
| od 2020          |        | Marek Mendyk |       |

### Biskupi pomocniczy
| Lata urzędowania | Biskup | Biskup        | Uwagi |
| ---------------- | ------ | ------------- | ----- |
| od 2008          |        | Adam Bałabuch |       |